# Bigastro (kommun)
Bigastro är en kommun i Spanien.   Den ligger i provinsen Provincia de Alicante och regionen Valencia, i den sydöstra delen av landet, 400 km sydost om huvudstaden Madrid. Antalet invånare är 6 719. Arean är 4,1 kvadratkilometer. Bigastro gränsar till Jacarilla och Orihuela. 
Terrängen i Bigastro är platt.